# BC Sportlust Dresden
Der BC Sportlust Dresden war ein deutscher Fußballclub aus Dresden. Der Club trat im mitteldeutschen Fußball nur kurzzeitig überregional in Erscheinung.

## Verein
Sportlust Dresden wurde im Jahr 1900 gegründet und gehörte neben dem Dresdner SC 1898 und dem Dresdner FC von 1893 zu den Gründungsmitgliedern des Verbandes Dresdner Ballspiel-Vereine. Die drei Gründungsvereine spielten die erste Dresdner Meisterschaft von März bis September 1901 aus, die der BC Sportlust gewann.
Im Anschluss agierten die Sachsen in der Meisterschaft des Verbandes Mitteldeutscher Ballspiel-Vereine. In der Spielzeit 1909/10 durchbrach der BC Sportlust im Gau Dresden/Ostsachsen die Dominanz des Dresdner Fußballring sowie des Dresdner SC und fuhr die ostsächsische Meisterschaft ein. In der damit verbundenen Qualifikation zur Mitteldeutschen Meisterschaft erreichten die Dresdner das Achtelfinale, in dem sie dem favorisierten FC Wacker Halle mit 0:2 unterlagen.
In der Folgezeit spielte Sportlust keine überregionale Rolle im sächsischen Fußball mehr, etwaige Teilnahmen an der Gauliga Sachsen fanden nicht statt. Zur Spielzeit 1940/41 gelang dem Verein der Aufstieg in die zweitklassige 1. Klasse Dresden. Nach nur einem Sieg stieg Sportlust Dresden jedoch umgehend wieder in die unteren Klassen ab. Spätestens 1945 wurde der Verein aufgelöst, eine Neugründung nach 1945 wurde nicht vollzogen.

## Statistik
- Gewinn der Meisterschaft des Verbandes Dresdner Ballspiel-Vereine: 1900
- Teilnahme Mitteldeutsche Meisterschaft: 1909/10
- Gaumeister Ostsachsen: 1909/10, 1914/15